# Méliès d'argent du Festival de Bruxelles
Le Méliès d'argent est une récompense décernée par le Jury Européan du Festival international du film fantastique de Bruxelles. Il est décerné dans le cadre de la compétition des Méliès d'or organisée par l'European Fantastic Film Festivals Federation.
Ce prix est décerné depuis la création de l'European Fantastic Film Festivals Federation, en 1996. Depuis 2002, un Méliès d'argent pour le meilleur court-métrage est également décerné par le Jury Européen.
Son nom est, comme celui du Méliès d'or, un hommage au cinéaste Georges Méliès. 

## Compétition des Méliès d'or
Le Méliès d'or est une récompense remise par l'European Fantastic Film Festivals Federation. La compétition est organisée par l'ensemble des festivals membres de cette fédération. Chacun de ces festivals décerne un Méliès d'argent, et chacun des films récompensés est automatiquement sélectionné pour la compétition du Méliès d'or.
En tant que membre de l'European Fantastic Film Festivals Federation, le Festival international du film fantastique de Bruxelles décerne donc un Méliès d'argent.

## Palmarès

### Longs métrages
| Année | Film                         | Titre original           | Réalisateur                          | Pays                                          |
| ----- | ---------------------------- | ------------------------ | ------------------------------------ | --------------------------------------------- |
| 1996  | Le Jour de la bête           | El Día de la bestia      | Álex de la Iglesia                   | Espagne                                       |
| 1997  | Tesis                        |                          | Alejandro Amenábar                   | Espagne                                       |
| 1998  | Lawn Dogs                    |                          | John Duigan                          | Royaume-Uni                                   |
| 1999  | La Sagesse des crocodiles    | The Wisdom of Crocodiles | Po-Chih Leong                        | Royaume-Uni                                   |
| 2000  | Possessed                    | Besat                    | Anders Rønnow Klarlund (en)          | Danemark                                      |
| 2001  | Souvenirs mortels            | El arte de morir         | Álvaro Fernández Armero (en)         | Espagne                                       |
| 2002  | Dead End                     |                          | Jean-Baptiste Andrea, Fabrice Canepa | France / États-Unis                           |
| 2003  | Les Bouchers verts           | De Grønne slagtere       | Anders Thomas Jensen                 | Danemark                                      |
| 2005  | Hypnos                       | Hipnos                   | David Carreras                       | Espagne                                       |
| 2006  | Adam's Apples                | Adams Æbler              | Anders Thomas Jensen                 | Danemark                                      |
| 2007  | Trois Jours à vivre          | In 3 Tagen bist du tot   | Andreas Prochaska                    | Autriche                                      |
| 2008  | Frontière(s)                 |                          | Xavier Gens                          | France                                        |
| 2009  | Sauna                        |                          | Antti-Jussi Annila                   | Finlande                                      |
| 2010  | The Door : La Porte du Passé | Die Tür                  | Anno Saul                            | Allemagne                                     |
| 2011  | Transfer                     |                          | Damir Lukacevic                      | Allemagne                                     |
| 2012  | Iron Sky                     |                          | Timo Vuorensola                      | Finlande / Allemagne / Australie / États-Unis |

### Courts métrages
| Année | Film               | Titre original | Réalisateur          | Pays      |
| ----- | ------------------ | -------------- | -------------------- | --------- |
| 2002  | Copy Shop          |                | Virgil Widrich       | Autriche  |
| 2003  | Jour 26            | Tag 26         | Andreas Samland      | Allemagne |
| 2005  | Schijn van de Maan |                | Peter Ghesquiere     | Belgique  |
| 2006  | Doll 639           |                | Andras Desi          | Hongrie   |
| 2007  | Droomtijd          |                | Tom Van Avermaet     | Belgique  |
| 2008  | Of Cats & Women    |                | Jonas Govaerts       | Belgique  |
| 2010  | Echo               |                | Dennis Van Den Bergh | Belgique  |
| 2011  | L'œil du paon      |                | Gerlando Infuso      | Belgique  |
| 2012  | Karkas             |                | Maxim Stollenwerk    | Belgique  |

## Classement des pays les plus récompensés
| Pays        | Nombre | Années                    |
| ----------- | ------ | ------------------------- |
| Espagne     | 4      | 1996 · 1997 · 2001 · 2005 |
| Royaume-Uni | 4      | 1989 · 1998 · 2002 · 2012 |
| Allemagne   | 3      | 2010 · 2011 · 2012        |
| Danemark    | 3      | 2000 · 2003 · 2006        |
| France      | 2      | 2002 · 2008               |
| Royaume-Uni | 2      | 1999 · 1999               |
| Finlande    | 2      | 2009 · 2012               |
| États-Unis  | 2      | 2002 · 2012               |
| Australie   | 1      | 2012                      |
| Autriche    | 1      | 2007                      |